# Емблема Гонконгу
Емблема Гонконгу — стилізоване зображення квітки баугінії (Bauhinia) білого кольору з п'ятьма пелюстками, зігнутими в напрямку годинникової стрілки. У кожній пелюстці зображена червона зірка, від якої до центра відходить червона вигнута лінія, яка разом із зіркою нагадує тичинки квітки. Квітка вписана в коло.

## Символіка
Червоний колір, як і п'ять зірок в пелюстках квітки, ведуть своє походження від  китайського прапора і підкреслюють, що Гонконг - частина Китаю. Зіставлення червоного і білого кольору відображає в символічній формі «одну країну — дві системи» — політичний принцип, який застосовується у відношенні до Гонконгу. Стилізоване біле зображення квітки (Bauhinia blakeana), що росте в Гонконзі, служить гармонічним символом для цієї дихотомії.

## Таблиця кольорів
| Кольор   | HTML    | CMYK      | Textile colour | HSL            | Pantone |
| -------- | ------- | --------- | -------------- | -------------- | ------- |
| Червоний | #FF4050 | 0-87-99-0 | Chinese red    | 0°,100 %,50 %  | 186     |
| Білий    | #FFFFFF | 0-0-0-0   | White          | 0°,100 %,100 % |         |